# Байтерецький сільський округ (Зерендинський район)
Байтере́цький сільський округ (каз. Бәйтерек ауылдық округі, рос. Байтерекский сельский округ) — адміністративна одиниця у складі Зерендинського району Акмолинської області Казахстану. Адміністративний центр — село Байтерек.
Населення — 1035 осіб (2021; 1438 у 2009, 1983 у 1999, 2719 у 1989).
Станом на 1989 рік існували Підлісна сільська рада (села Красний Кордон, Підлісне, аул Ондіріс), села Єрмаковка та Ульгілі перебували у складі Ленінської сільської ради. До 2006 року існував Підлісний сільський округ (села Ондіріс, Підлісне, Ульгілі), після чого він отримав сучасну назву. До 2009 року село Єрмаковка перебувало у складі Троїцького сільського округу, село Красний Кордон — у складі Зерендинського сільського округу.

## Склад
До складу округу входять такі населені пункти:
| Населений пункт      | Населення, осіб (1989) | Населення, осіб (1999) | Населення, осіб (2009) | Населення, осіб (2021) |
| -------------------- | ---------------------- | ---------------------- | ---------------------- | ---------------------- |
| Байтерек, село       | 977                    | 606                    | 471                    | 417                    |
| Єрмаковка, село      | 449                    | 362                    | 293                    | 144                    |
| Красний Кордон, село | 631                    | 515                    | 456                    | 365                    |
| Ондіріс, село        | 130                    | 103                    | 43                     | 34                     |
| Ульгілі, село        | 532                    | 397                    | 175                    | 75                     |